# Marcos Curado
Marcos Curado (Mar del Plata, 9 maggio 1995) è un calciatore argentino con cittadinanza italiana, difensore dell'Ascoli.

## Caratteristiche tecniche
È un difensore centrale che può ricoprire sia la linea a 4 che quella a 3. Molto fisico e con grande senso di posizione.

## Carriera
Inizia la sua carriera nell'Arsenal de Sarandí, giocando nella Primera División dal 2014 al 2018. L'11 luglio 2018 viene acquistato dal Genoa e immediatamente trasferito in prestito all'Avellino, ma il 10 agosto, a seguito dell'esclusione della squadra irpina dalla Serie B, passa sempre in prestito alla squadra calabrese del Crotone.
Il 2 ottobre 2020 viene ufficializzato il suo trasferimento al Frosinone, con la formula del prestito con diritto di riscatto.
Il 7 luglio 2021 passa in prestito con obbligo di riscatto al Perugia. Al termine della stagione viene applicato l'obbligo di riscatto e diviene a titolo definitivo un calciatore biancorosso.
L'11 agosto 2023 viene acquistato dal Catania, dove resta una sola stagione, fino al 28 agosto 2024, quando viene ceduto a titolo definitivo all'Ascoli, con cui sottoscrive un contratto biennale.

## Statistiche

### Presenze e reti nei club
Statistiche aggiornate al 28 aprile 2025.
| Stagione               | Squadra                | Campionato             | Campionato | Campionato | Coppe nazionali | Coppe nazionali | Coppe nazionali | Coppe continentali | Coppe continentali | Coppe continentali | Altre coppe | Altre coppe | Altre coppe | Totale | Totale |
| Stagione               | Squadra                | Comp                   | Pres       | Reti       | Comp            | Pres            | Reti            | Comp               | Pres               | Retin              | Comp        | Pres        | Reti        | Pres   | Reti   |
| ---------------------- | ---------------------- | ---------------------- | ---------- | ---------- | --------------- | --------------- | --------------- | ------------------ | ------------------ | ------------------ | ----------- | ----------- | ----------- | ------ | ------ |
| 2015                   | Arsenal Sarandí        | PD                     | 17         | 0          | CA              | 0               | 0               | CS                 | 0                  | 0                  | -           | -           | -           | 17     | 0      |
| 2016                   | Arsenal Sarandí        | PD                     | 16         | 0          | -               | -               | -               | -                  | -                  | -                  | -           | -           | -           | 16     | 0      |
| 2017                   | Arsenal Sarandí        | PD                     | 24         | 1          | CA              | 0               | 0               | CS                 | 3                  | 0                  | -           | -           | -           | 27     | 1      |
| 2018                   | Arsenal Sarandí        | PD                     | 18         | 1          | CA              | 0               | 0               | CS                 | 0                  | 0                  | -           | -           | -           | 0      | 0      |
| Totale Arsenal Sarandi | Totale Arsenal Sarandi | Totale Arsenal Sarandi | 75         | 2          |                 | 0               | 0               |                    | 3                  | 0                  |             | -           | -           | 78     | 2      |
| 2018-2019              | Crotone                | B                      | 16         | 0          | CI              | 1               | 0               | -                  | -                  | -                  | -           | -           | -           | 17     | 0      |
| 2019-2020              | Crotone                | B                      | 11         | 0          | CI              | 0               | 0               |                    | -                  | -                  |             | -           | -           | 11     | 0      |
| Totale Crotone         | Totale Crotone         | Totale Crotone         | 27         | 0          |                 | 1               | 0               |                    | 0                  | 0                  |             | -           | -           | 28     | 0      |
| 2020-2021              | Frosinone              | B                      | 16         | 0          | CI              | 0               | 0               |                    | -                  | -                  |             | -           | -           | 16     | 0      |
| 2021-2022              | Perugia                | B                      | 25+1       | 2          | CI              | 2               | 0               |                    | -                  | -                  |             | -           | -           | 28     | 2      |
| 2022-2023              | Perugia                | B                      | 30         | 0          | CI              | 0               | 0               |                    | -                  | -                  |             | -           | -           | 30     | 0      |
| Totale Perugia         | Totale Perugia         | Totale Perugia         | 55+1       | 2          |                 | 2               | 0               |                    | 0                  | 0                  |             | -           | -           | 58     | 2      |
| 2023-2024              | Catania                | C                      | 25+1       | 1          | CI-C            | 7               | 0               | -                  | -                  | -                  | -           | -           | -           | 33     | 1      |
| ago. 2024              | Catania                | C                      | 0          | 0          | CI              | 1               | 0               | -                  | -                  | -                  | -           | -           | -           | 1      | 0      |
| Totale Catania         | Totale Catania         | Totale Catania         | 25+1       | 1          |                 | 8               | 0               |                    | 0                  | 0                  |             | -           | -           | 34     | 1      |
| ago. 2024-2025         | Ascoli                 | C                      | 13         | 0          | CI-C            | 0               | 0               | -                  | -                  | -                  | -           | -           | -           | 13     | 0      |
| Totale carriera        | Totale carriera        | Totale carriera        | 213        | 5          |                 | 11              | 0               |                    | 3                  | 0                  |             | -           | -           | 227    | 5      |

## Palmarès
- Coppa Italia Serie C: 1

Catania: 2023-2024